# Chapelle Notre-Dame de Steenbergen
La chapelle Notre-Dame de Steenbergen (Kapel Onze-Lieve-Vrouw van Steenbergen en néerlandais) est une chapelle de style baroque située sur le territoire de la commune belge d'Oud-Heverlee, dans la province du Brabant flamand.

## Localisation
La chapelle Notre-Dame de Steenbergen se dresse au sud du village d'Oud-Heverlee, à environ 5 km de Louvain, en bordure d'un site appelé Het Zoet Water (Les Eaux Douces) situé dans la vallée de Steenbergen, entre la forêt de Meerdaal (Meerdaalwoud en néerlandais) et le bois d'Heverlee.
Les Zoete Watervijvers (les étangs des Eaux Douces) sont un ensemble de quatre étangs classés comme paysage et alimentés par la rivière Molenbeek (la rivière aux moulins) : il s'agit, d'ouest en est, du Molenvijver, du Huisvijver, du Hertsvijver et du Geertsvijver ou Gitsvijver.
La chapelle se trouve au sud des étangs, dans l'axe du chemin qui sépare le Hertsvijver du Geertsvijver, à quelques centaines de mètres à l'est du Spaans Dak.

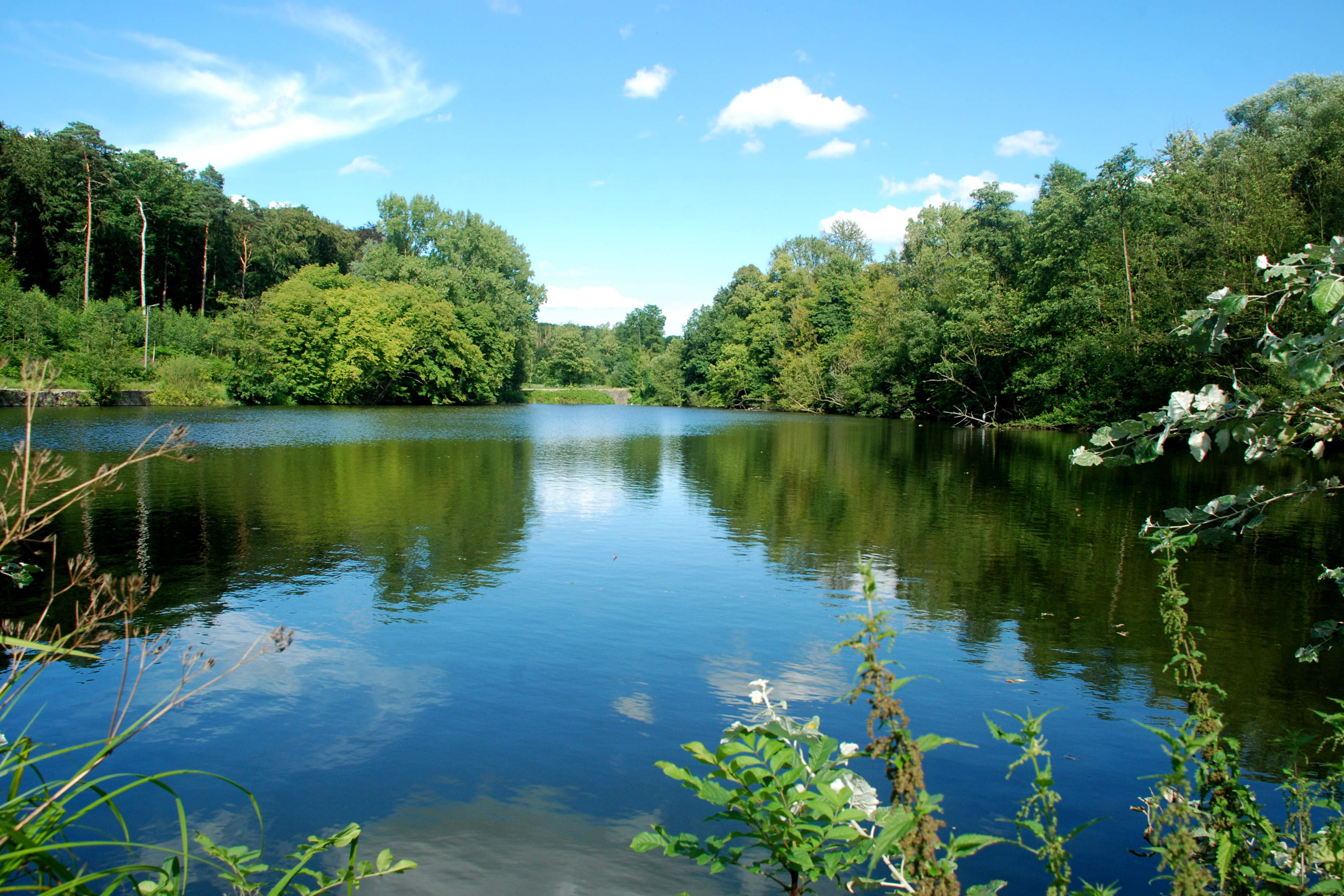
L'étang Geertsvijver.

## Historique
La seigneurie de Steenbergen, connue sous le nom de Suet Waeter, appartient de 1383 à 1506 à la famille Wytinc, Wytinck ou Wijtinck, famille dite de Wesalia ou van Wesele parce qu'originaire de la ville allemande de Wesel, dont est issu André Vésale (Andries van Wesel), le fameux anatomiste et médecin brabançon de la Renaissance,,,.
Cette seigneurie englobe alors un petit château (le Spaans Dak), cinq étangs, des bois, des prés et un moulin à eau.
Des miracles se produisent dès le début du XVIe siècle sur le territoire de la seigneurie : des habitants des environs pendent une statue de la Vierge à un chêne et des croyants commencent à guérir d'une fièvre des marais appelée la « fièvre chaude »,,,,.
Ces guérisons provoquent un véritable afflux de pèlerins, et une chapelle de pèlerinage en bois est érigée en 1606 pour abriter la statue miraculeuse,.
La seigneurie de Steenbergen étant devenue propriété du seigneur de Dongelberghe, Hendrik van Dongelberghe remplace en 1651-1652 la chapelle en bois par la chapelle baroque actuelle,, : ce sont ses armoiries qui se trouvent au-dessus de l'entrée,.
La première représentation connue de la capelleken van tsuet Water (la petite chapelle des Eaux Douces) date de 1661.
Plus tard, la chapelle est devenue propriété de la famille de Herkenrode pour passer ensuite aux mains du duc d'Arenberg,.
La statue originale de Marie, datant du XVIIe siècle, fut volée en 1974 et remplacée par une nouvelle statue en 1998,.

## Classement
La chapelle Notre-Dame de Steenbergen est classée monument historique depuis le 26 février 1980  et figure à l'inventaire du patrimoine immobilier de la Région flamande sous la référence 42672.

## Architecture

### Architecture extérieure

#### Maçonnerie, structure et orientation
La chapelle est, à une exception près, la plus grande chapelle de Flandre.
Érigée en briques et en grès, elle est couverte d'ardoises et surmontée d'un clocheton hexagonal à abat-sons et flèche d'ardoises.
Le chevet de la chapelle est dirigé vers le sud et non vers l'est : la chapelle n'est donc pas « orientée » comme le sont généralement les chapelles et églises chrétiennes, dont le chevet est traditionnellement dirigé vers l'orient.

#### Façade principale

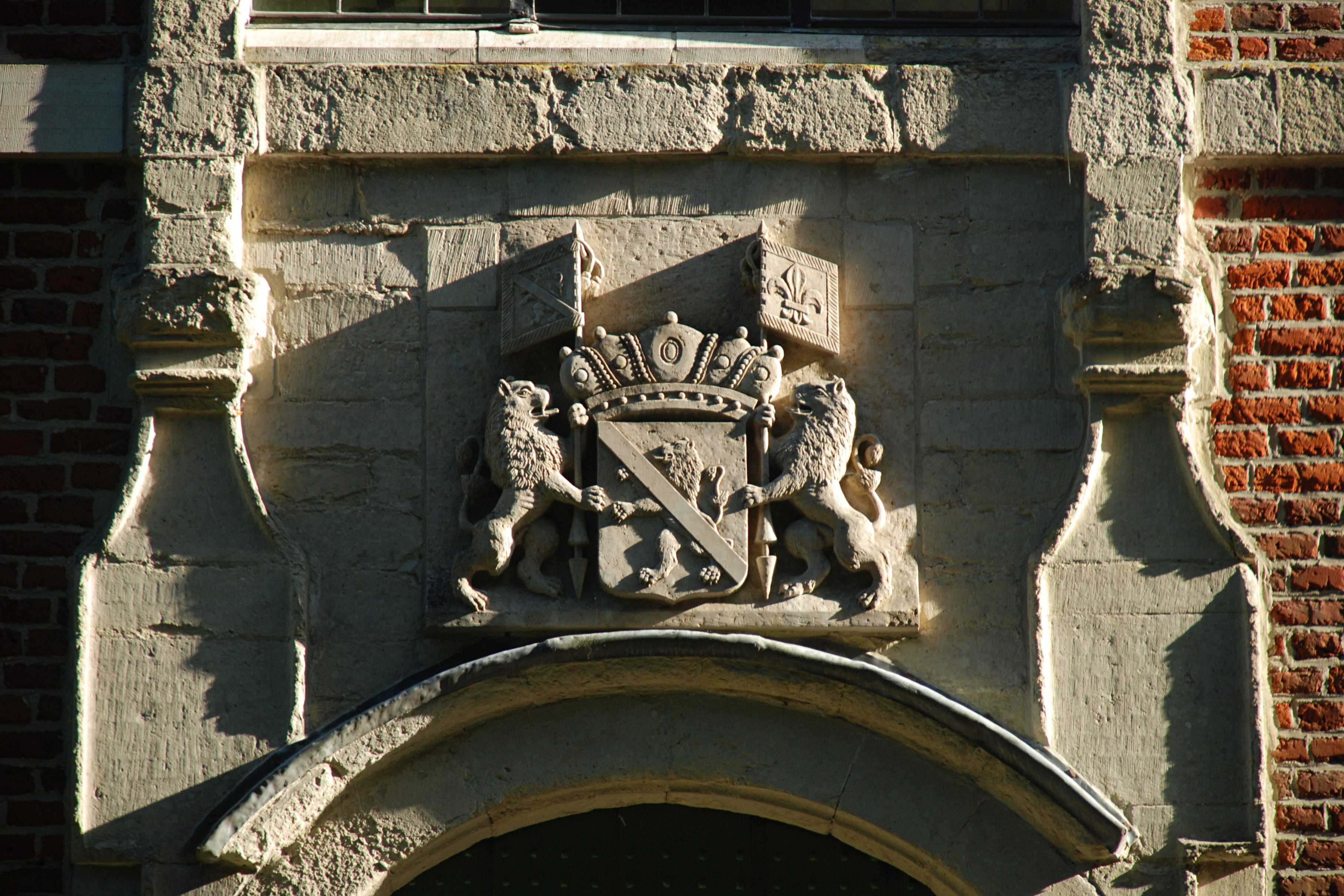
Le blason d'Hendrik van Dongelberghe, seigneur de Steenbergen et bâtisseur de la chapelle.

La façade principale, dirigée vers le nord et vers les étangs, est une façade de style baroque édifiée en briques rouges et rehaussée d'éléments en pierre de taille, utilisés pour cloisonner la façade en de multiples compartiments du plus bel effet.
Le registre inférieur de la façade est composé de trois travées. La travée centrale est percée d'un portail dont les pilastres supportent un arc cintré flanqué de petites volutes et surmonté d'un larmier et du blason d'Hendrik van Dongelberghe,. Chacune des deux travées latérales est percée d'une petite fenêtre rectangulaire placée très bas, juste au-dessus du soubassement en grès.
Le registre médian de la façade est constitué de six panneaux de briques encadrés de pierre de taille. La partie centrale de ce registre est percée d'une grande verrière cintrée flanquée de deux grands oculi et surmontée d'un petit fronton triangulaire qui appartient déjà au troisième registre.
La façade se termine par un pignon à volutes très complexe, composé d'une dizaine de panneaux, d'un grand médaillon représentant une Vierge à l'Enfant
 et d'un fronton triangulaire.

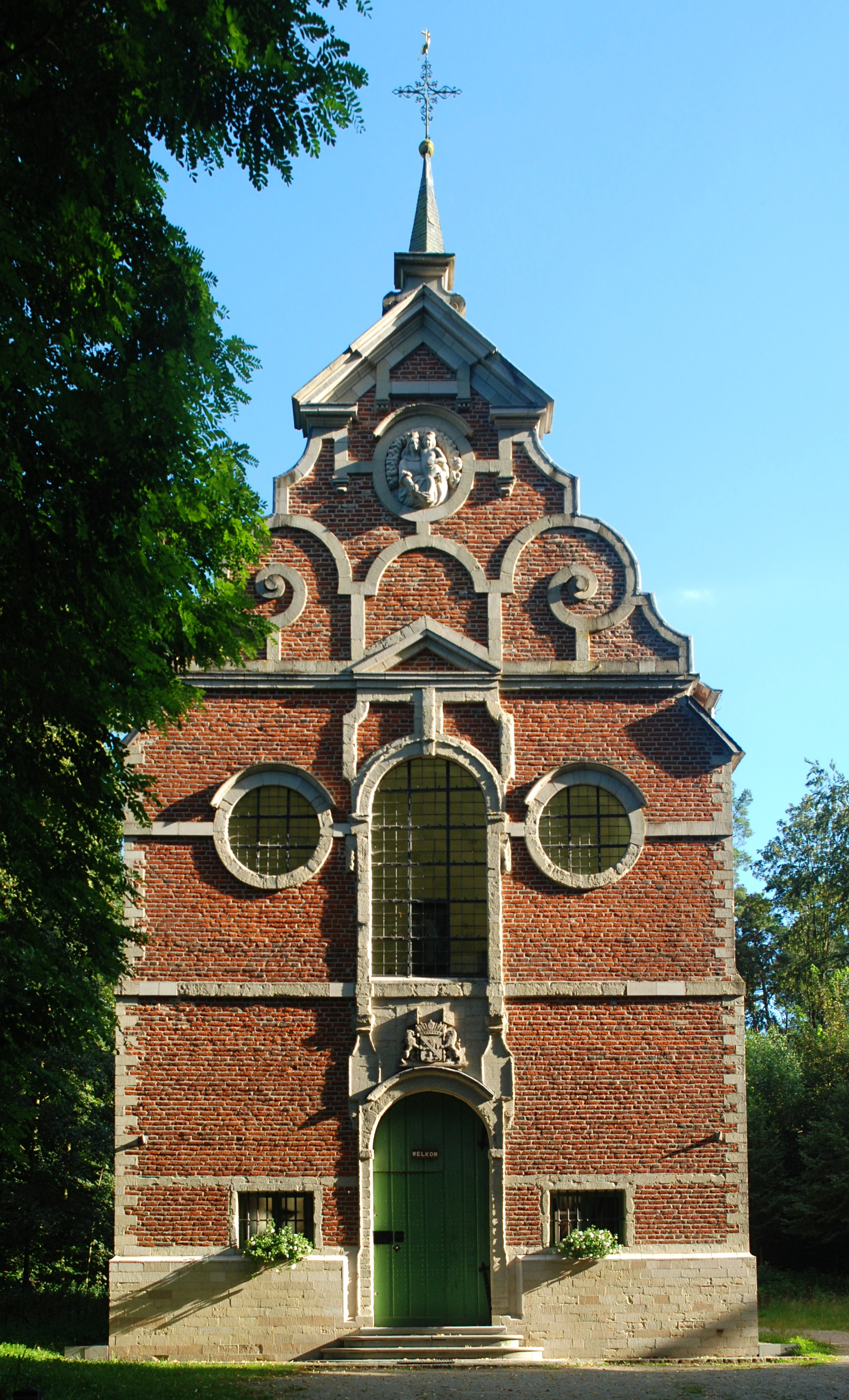
La façade principale.
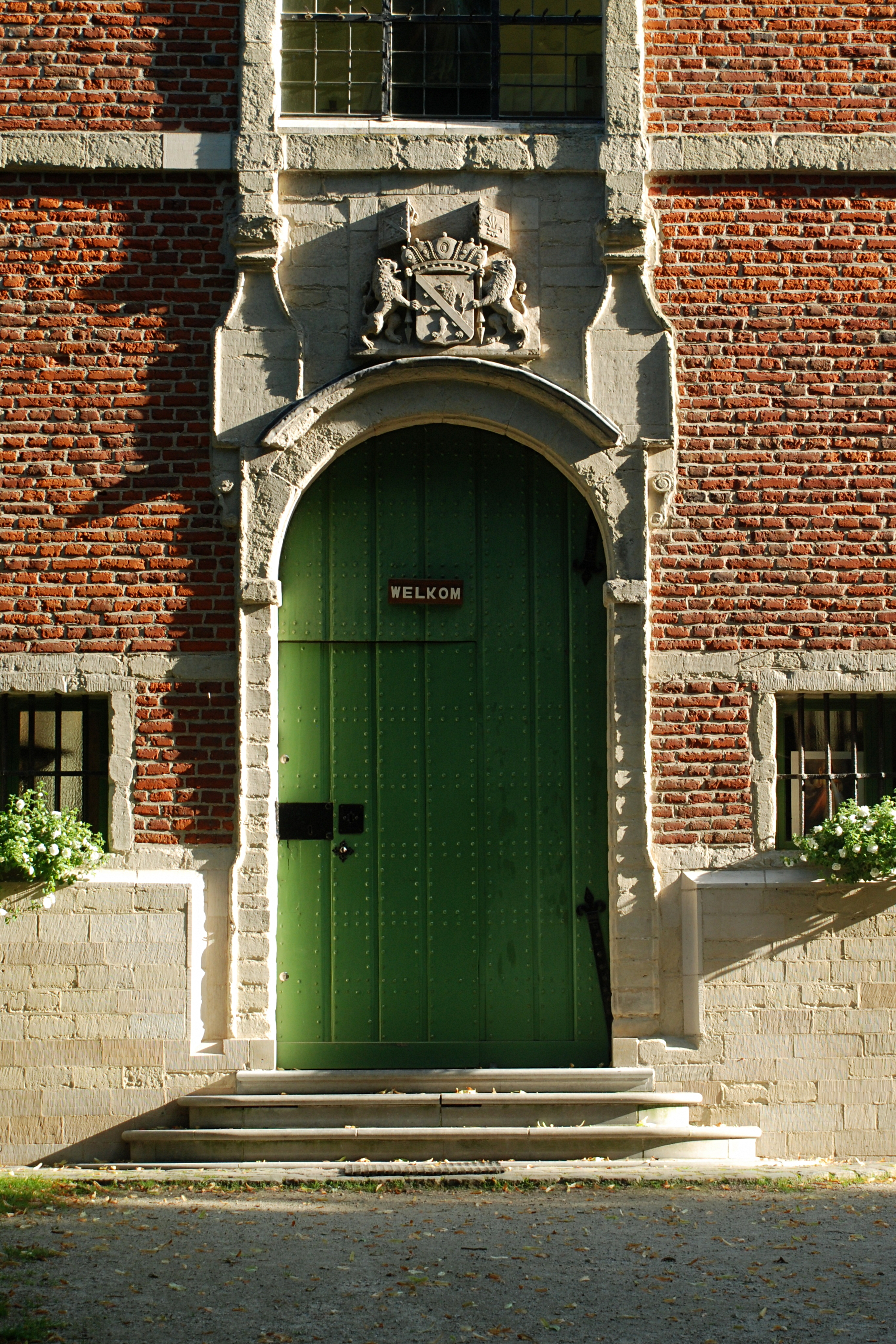
Le portail.
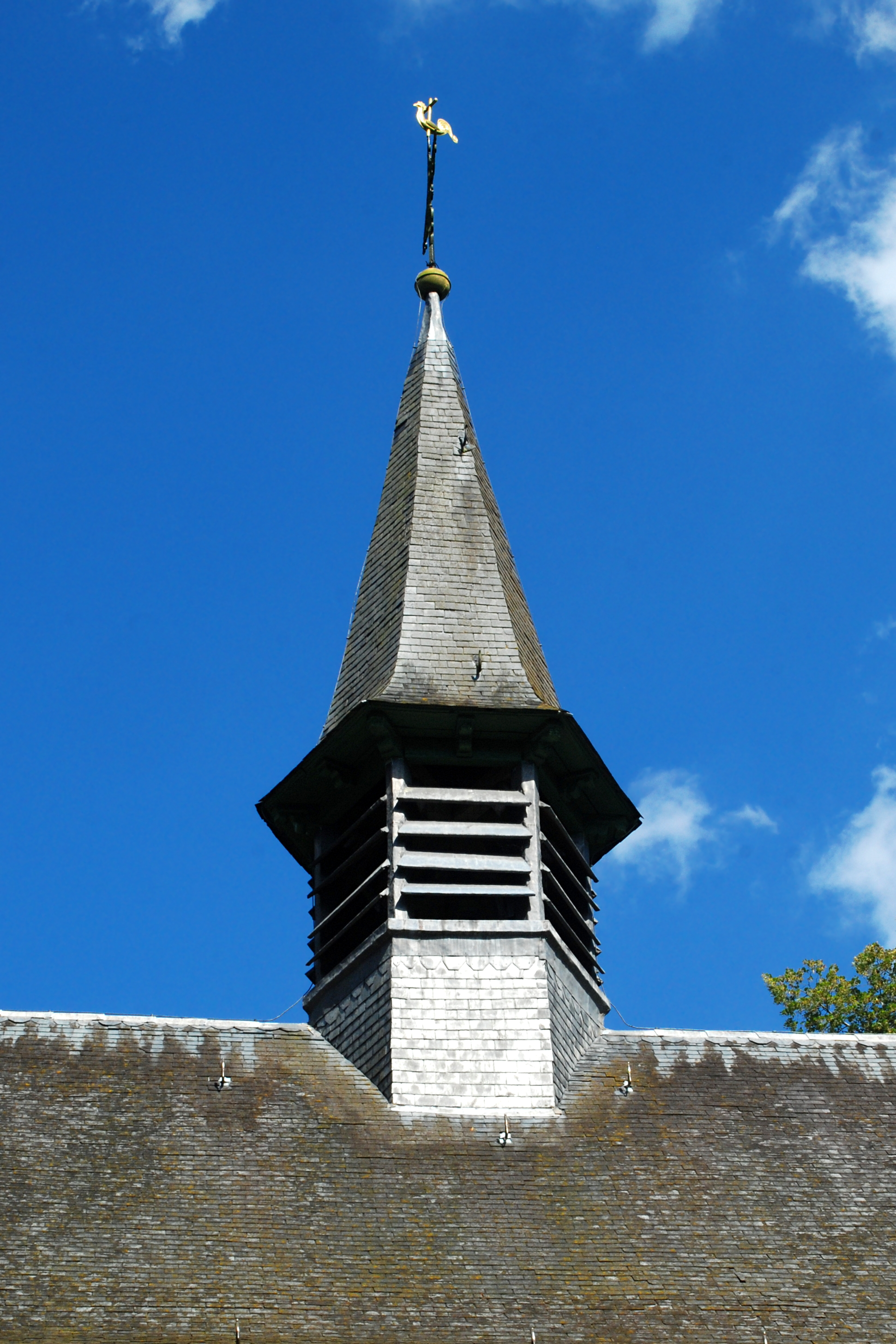
Le clocheton.

#### Façades latérales et chevet
Rythmées par de hauts contreforts faits de grès et de briques, les façades latérales comportent trois travées percées de fenêtres cintrées à encadrement de grès, qui semblent dater du XVIIIe siècle.
Les façades sont surmontées de trous de boulin, trous destinés initialement à ancrer les échafaudages, qui revêtent ici une fonction décorative de par leur encadrement de grès en forme de croix (trous de boulin en croisette).
La chapelle se termine, au sud, par un chevet aveugle à trois pans.

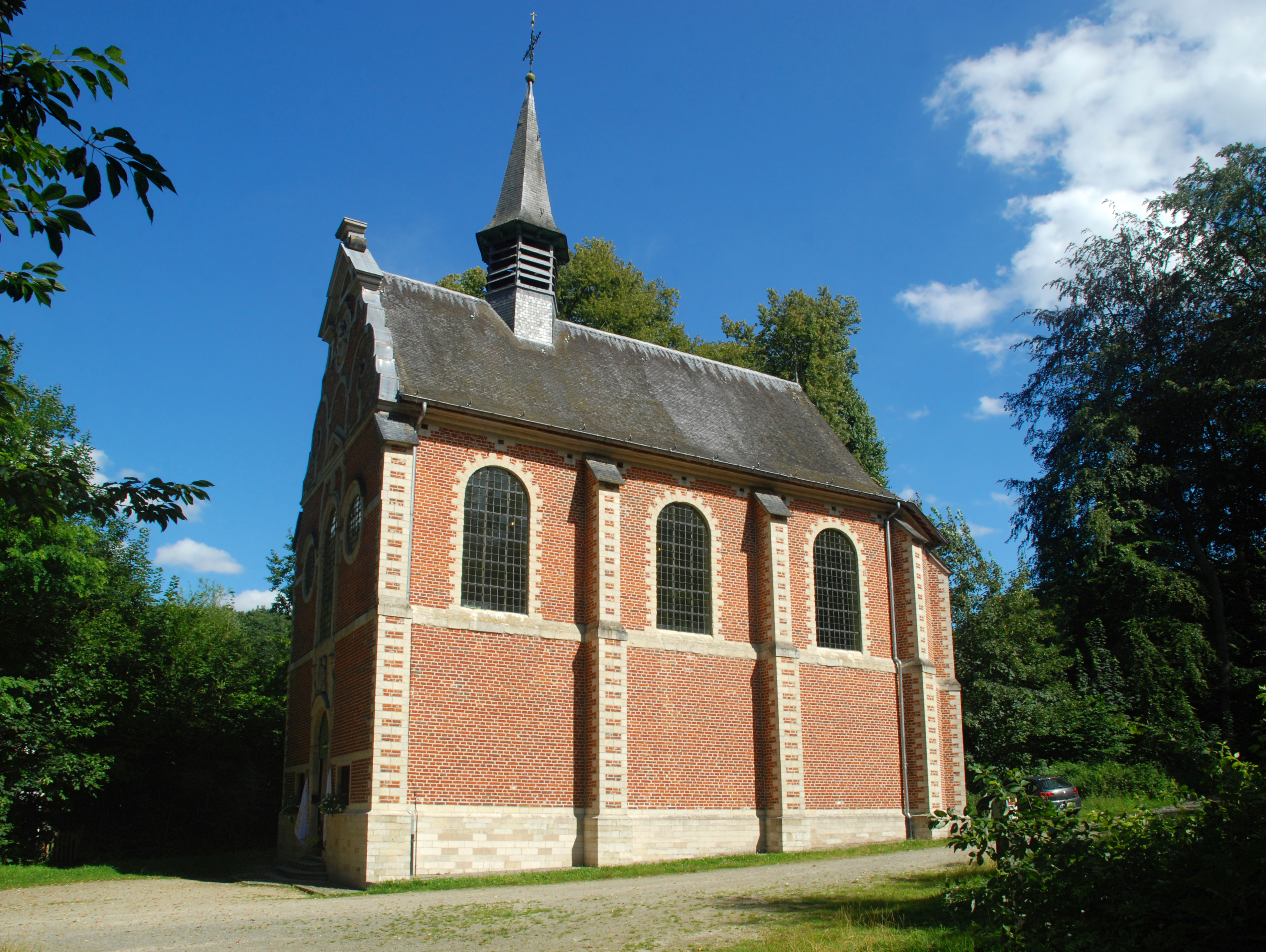
La façade ouest.
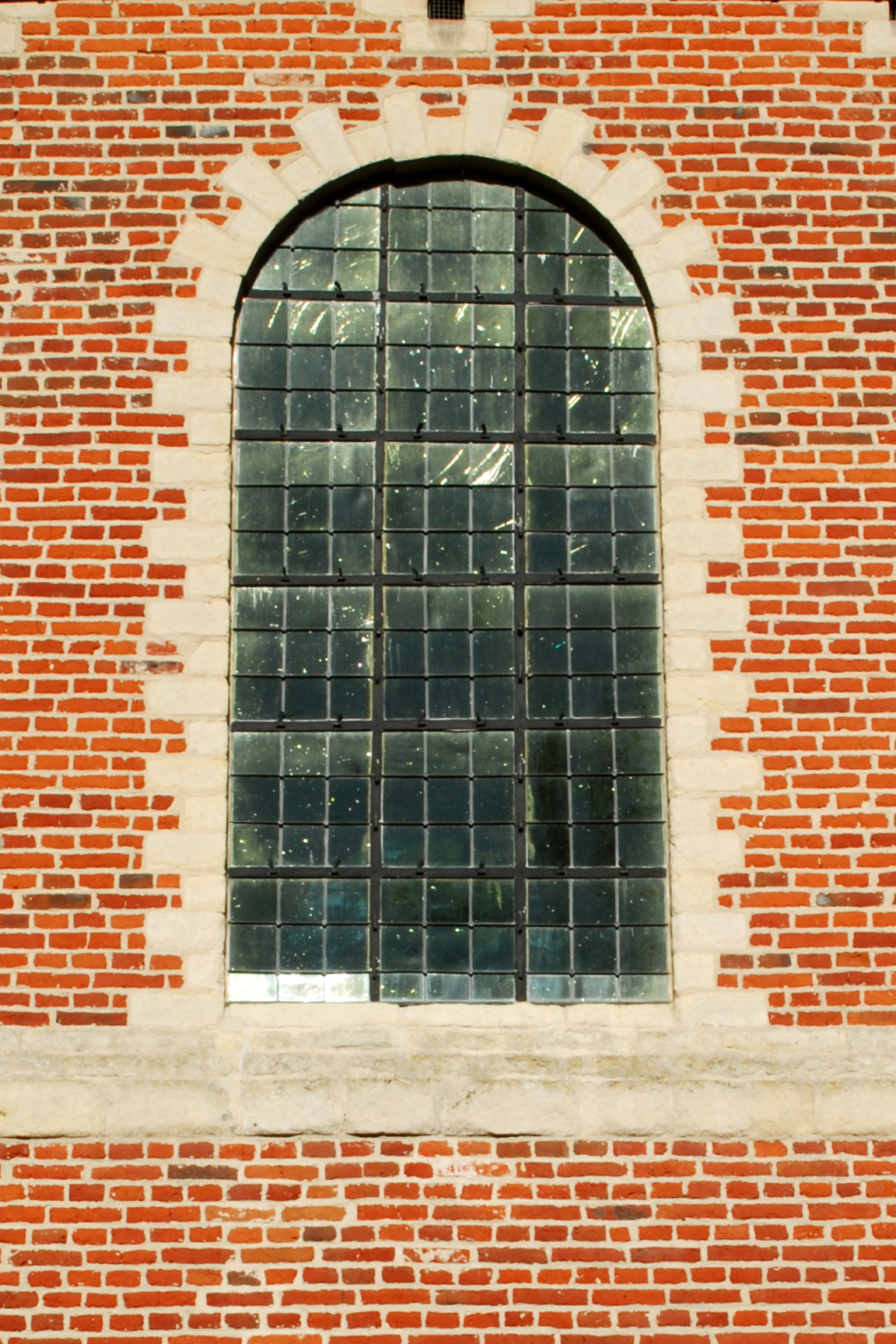
Fenêtre cintrée.
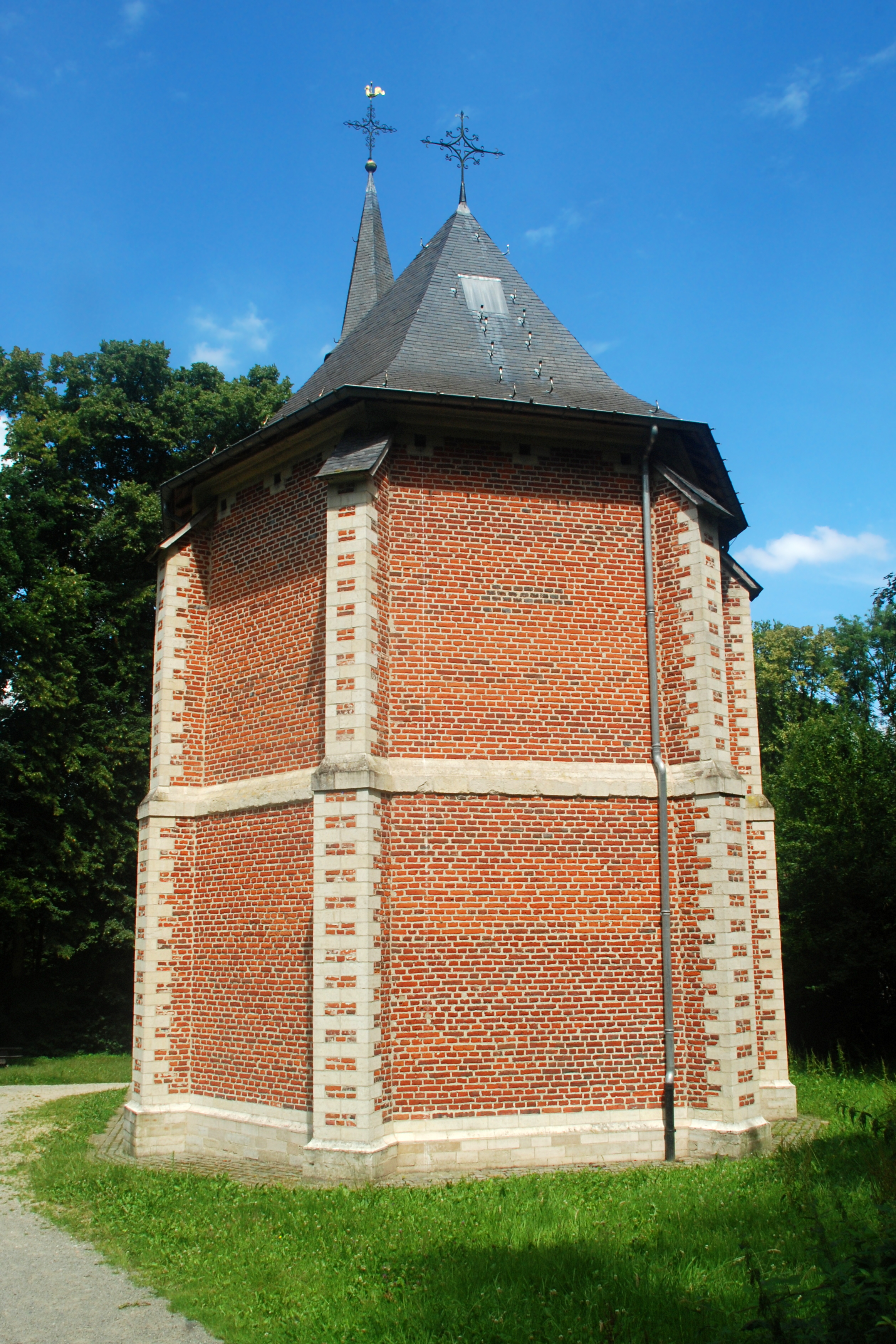
Le chevet.

### Architecture intérieure

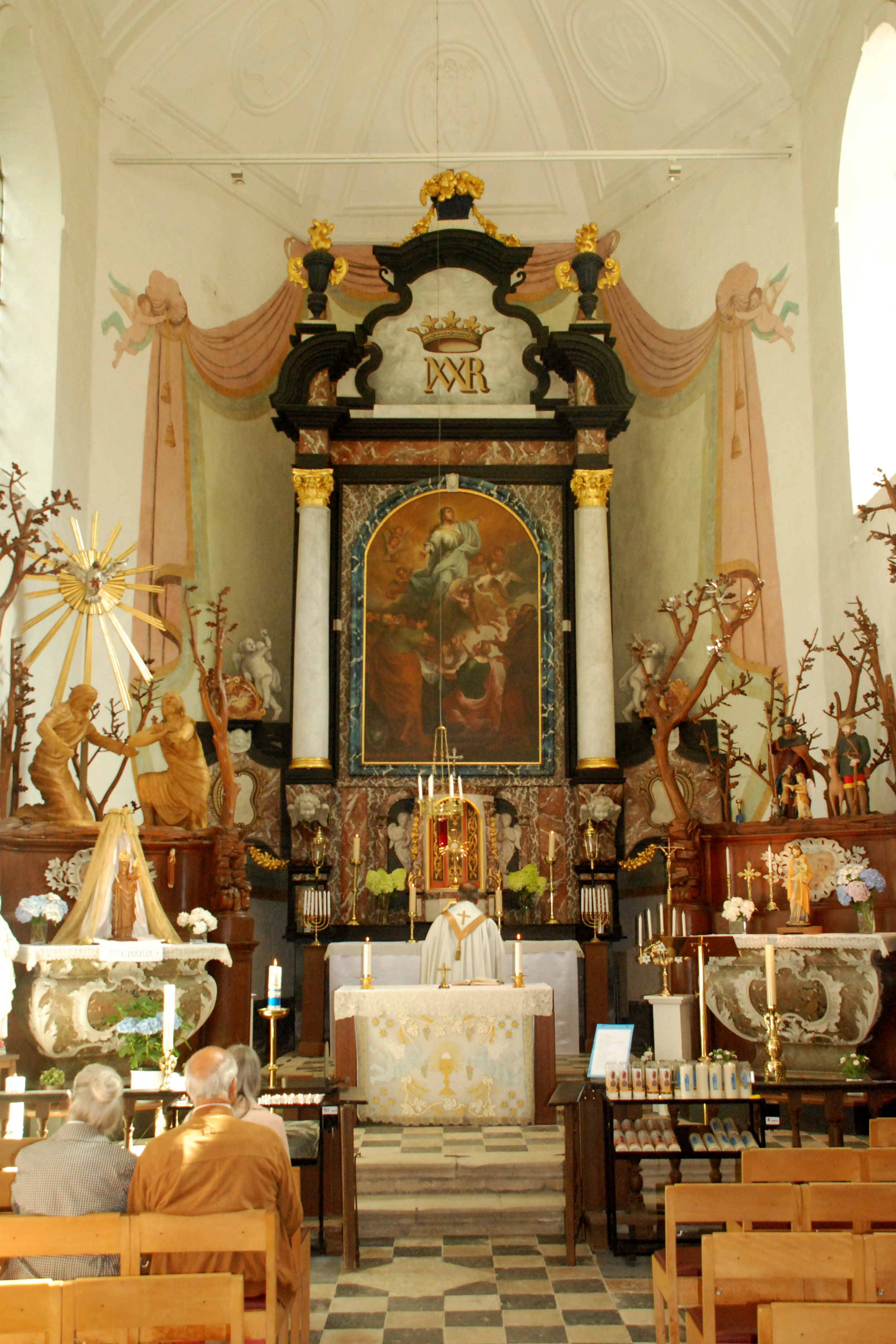
Le maître-autel.

À l'intérieur, la chapelle présente une nef unique de trois travées, peinte en blanc et terminée par un chœur à trois pans.
Le maître-autel de style baroque date du XVIIIe siècle. Présentant une belle polychromie résultant de l'utilisation de marbre (ou de faux marbre) noir, blanc et rouge, il est surmonté d'un retable encadré de deux colonnes de style corinthien qui supportent un puissant entablement sommé d'un fronton à volutes portant le monogramme de la Vierge Marie « MAR » ainsi que deux pots à feu.
Le maître-autel est flanqué de deux petits autels latéraux, dont celui de gauche porte la statue de la Vierge.
Le jubé porte le millésime de 1715,.

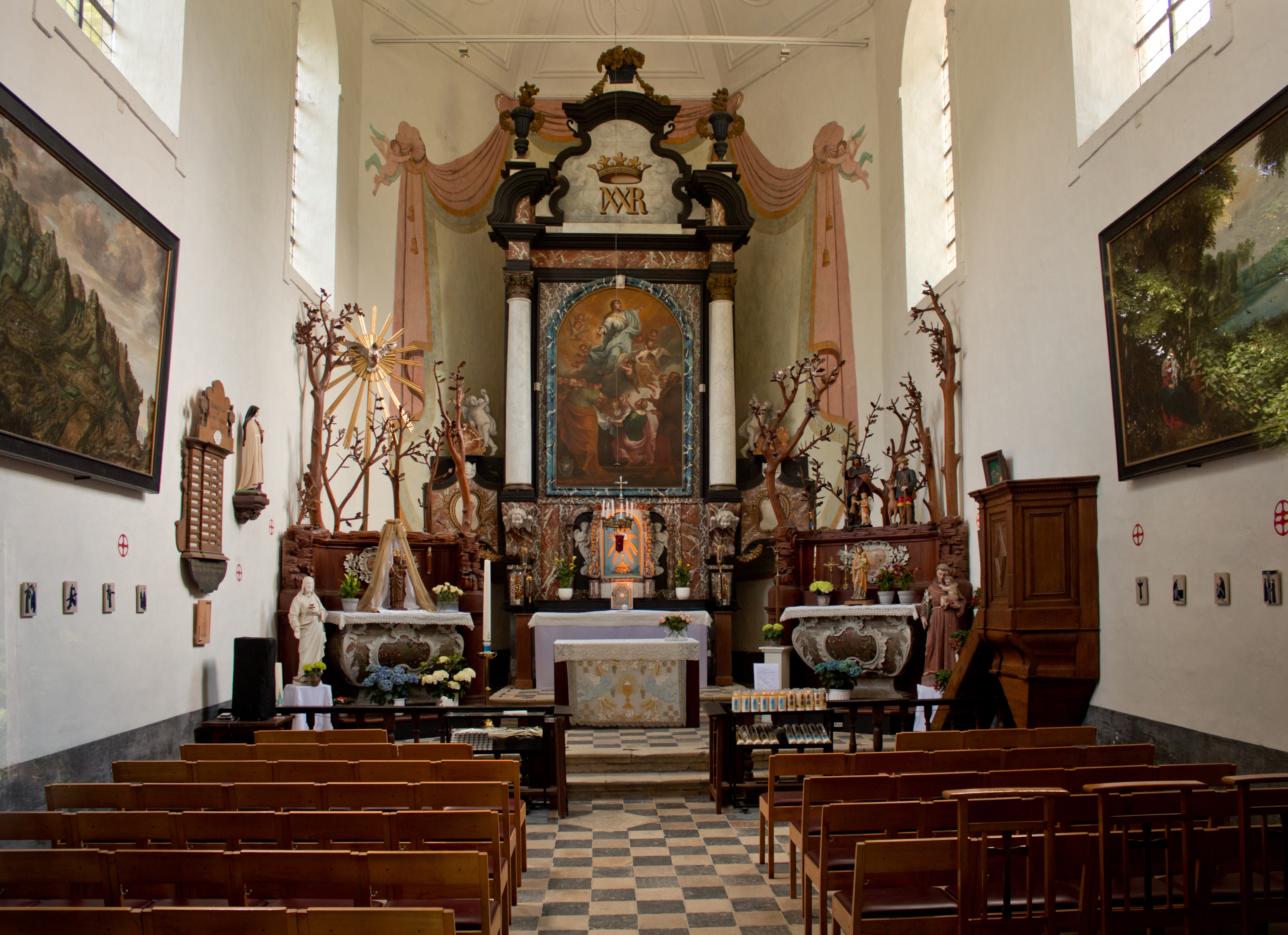
L'intérieur mononef.
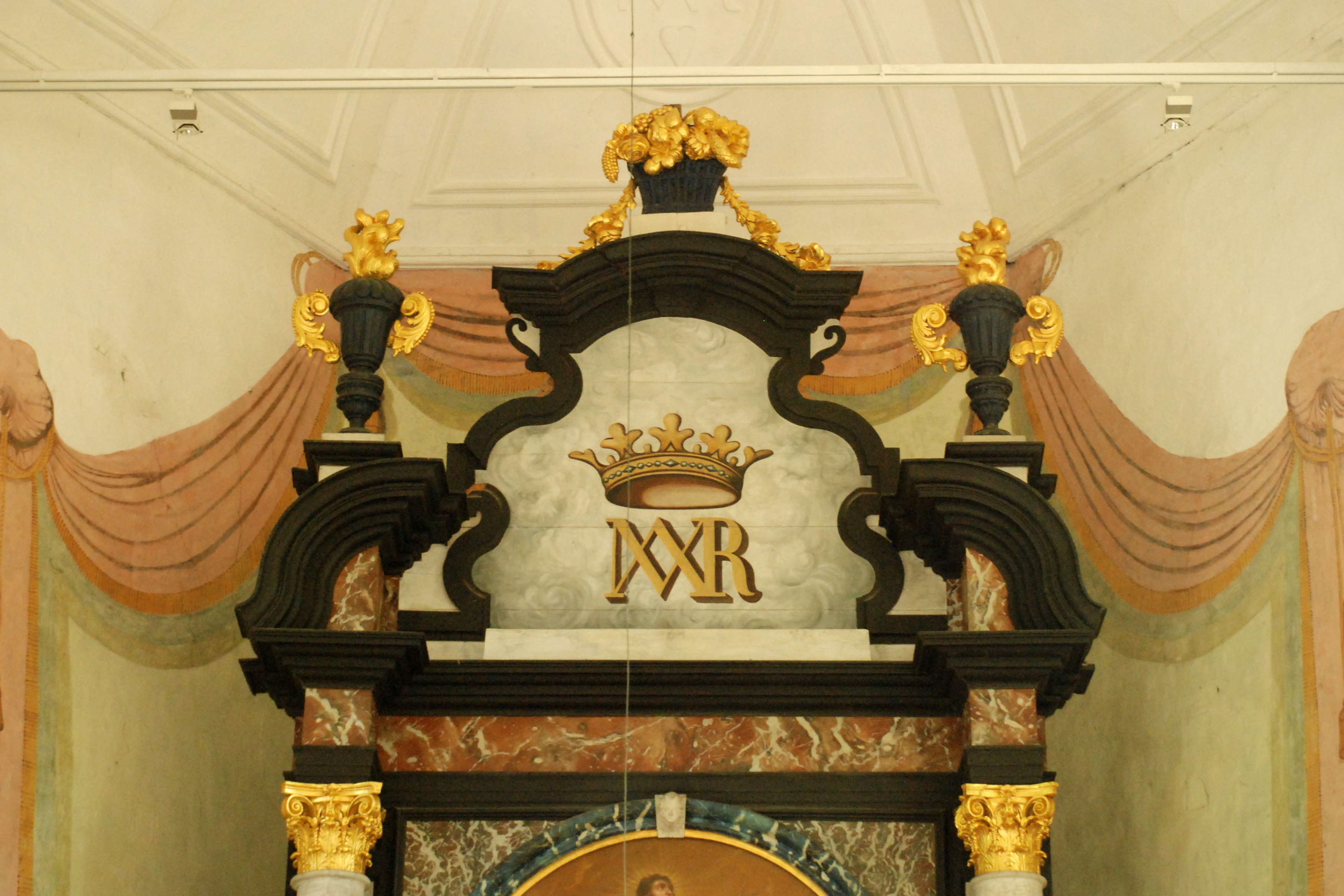
Le fronton du maître-autel.

## Célébrations et procession

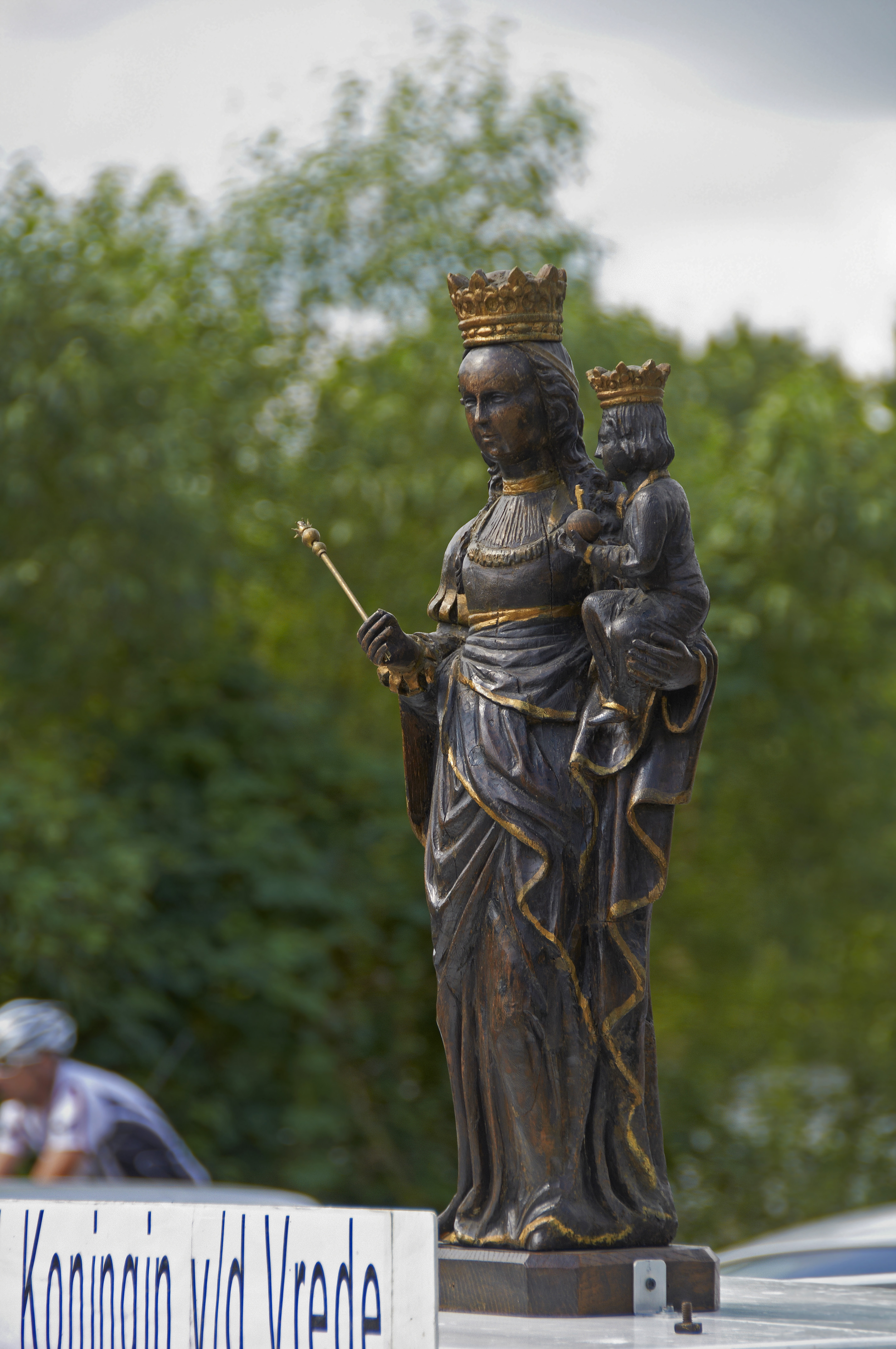
La statue de la Vierge portée en procession.

Tous les ans a lieu le 15 août à 10h une messe en plein air solennelle, suivie d'une procession durant laquelle la statue de la Vierge ainsi que le Saint Sacrement sont promenés à travers le bois et le long des étangs du  Zoet Water. Une cérémonie de clôture a lieu à 19h.
Le premier dimanche de novembre a lieu la fête de la saint Hubert, avec la bénédiction des animaux.